# Coelotes aguniensis
Coelotes aguniensis là một loài nhện trong họ Amaurobiidae.
Loài này thuộc chi Coelotes. Coelotes aguniensis được miêu tả năm 2000 bởi Shimojana.